# 米蘭自然歷史博物館
米蘭自然歷史博物館（義大利語：Museo Civico di Storia Naturale di Milano）是位於義大利米蘭的博物馆，成立于 1838年。当时博物学家朱塞佩·德·克里斯托福里斯將其收藏捐贈給城市。首任館長為分類學家喬治奧·揚。
博物館坐落於因德罗蒙塔内利花园內一19世紀建築中，鄰近歷史城門威尼斯门。建築本體於1888年至1893年間興建，採新羅曼風格，並融合哥德式元素。
館內劃分為五個常設展區：矿物学區收藏來自世界各地的大量礦物標本、古生物區展示多種恐龍與史前生物的化石、人類自然史區聚焦於人類的起源與演化，特別關注人類與環境的互動關係、無脊椎動物館涵蓋软体动物、节肢动物與昆虫，以及脊椎动物區展示各種脊椎動物，包含外來與歐洲本地物種。 
此外，該館擁有義大利最大規模的實體比例生態立體模型收藏，數量超過100座。這些立體場景讓參觀者能深入觀察遠方生態系統的多樣面貌。

## 矿物学區

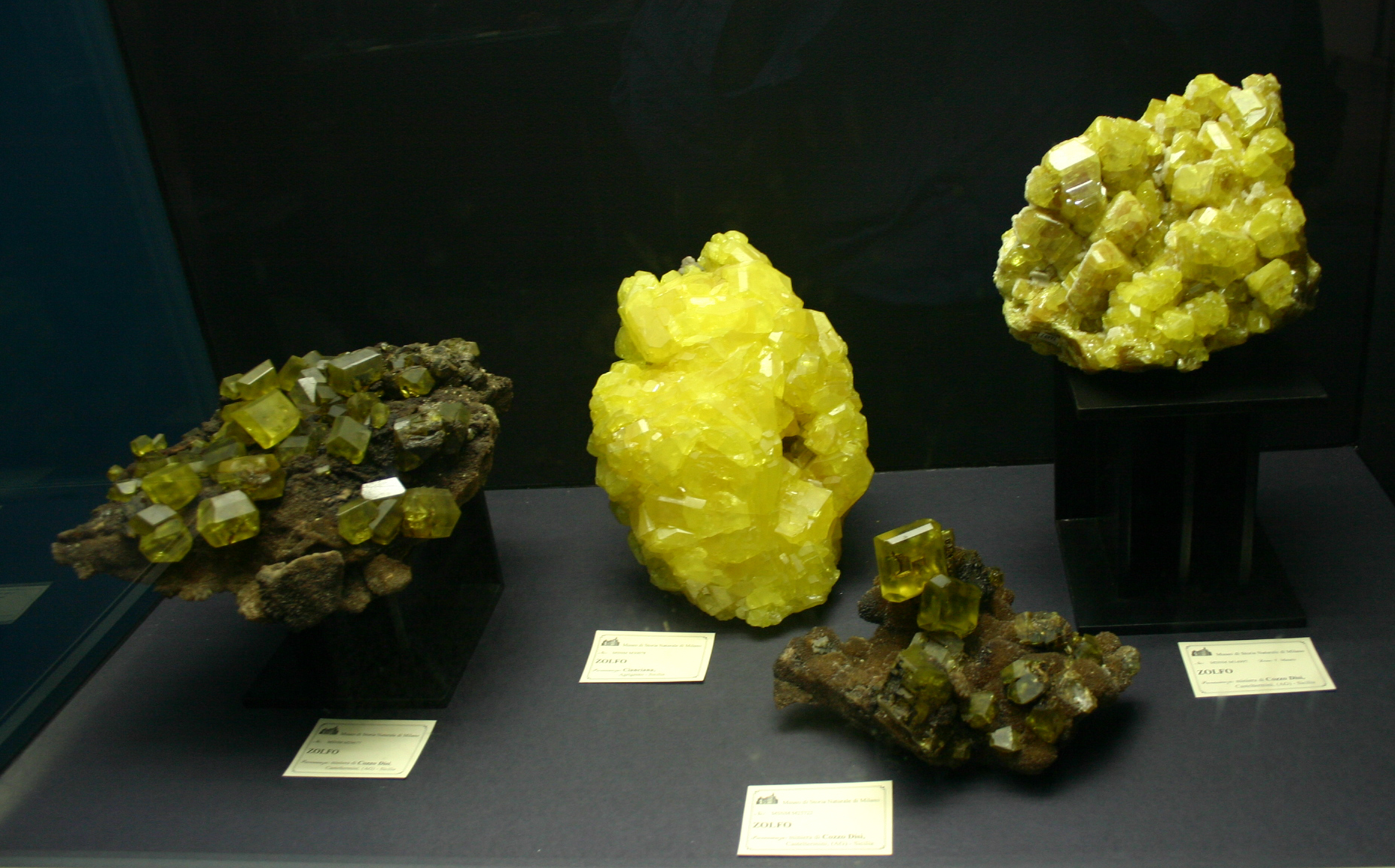
硫磺展品

矿物学區展示来自世界各地的几种矿物，包括来自義大利佩薩羅和烏爾比諾省，世界上最大的硫磺晶体和8千克拉的巴西黄玉晶体。館內還展出了萤石、石英、光辉石、萤石、孔雀石等矿物。 

## 古生物学區

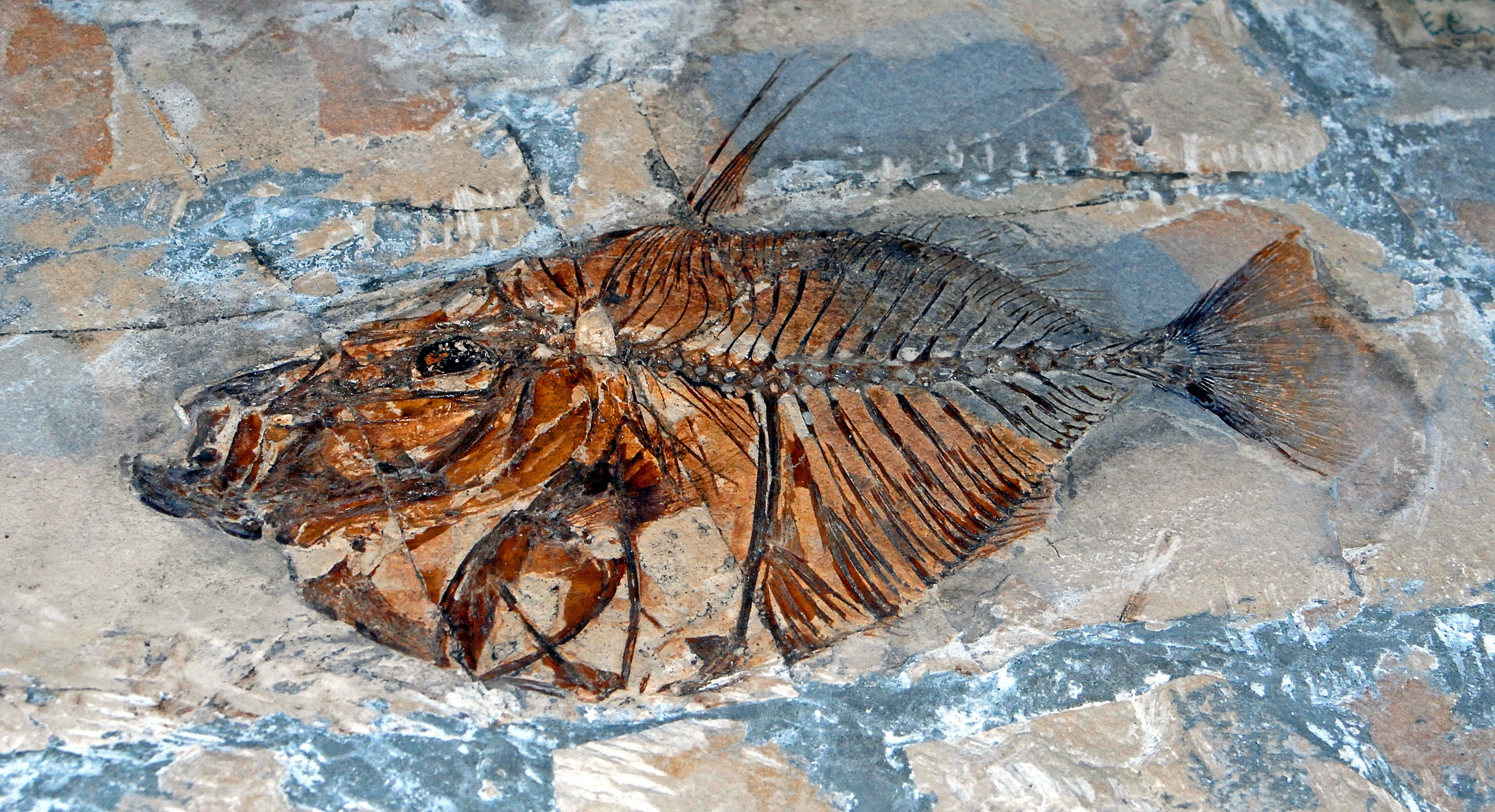
犁形鲹属化石

古生物區介紹古动物学和古植物学的基础知识，展品包括多种植物和动物的化石。其中最珍贵的文物包括棘龙鼻部、两具来自西西里的歐洲矮象骨骼以及现存唯一一块虛骨龍類希皮奧內爪龍屬恐龙Scipionix samniticus的化石。博物馆还收藏异特龙、剑龙、奔龙、板龙等恐龍化石，以及目前發現數一數二完整的霸王龍化石斯坦。

## 人类自然史區
人类自然历史區讲述人类从早期從灵长类动物發展到智人的過程，當中展出許多考古实物和模型，从系统发育学、生物形態學和生态学角度描述人類演化。其中最珍贵的藏品是阿法南方古猿骨架。 

## 无脊椎动物学區
无脊椎动物学區分为两部分，第一部分展出软体动物和节肢动物，展品包括大硨磲（现存最大的双壳纲动物）、雌性和雄性的甘氏巨螯蟹、秘魯巨人蜈蚣，以及来自世界各地的蜘蛛和蠍子等蛛形纲動物。第二部分介紹昆虫学，展出许多昆虫。

## 脊椎动物学區

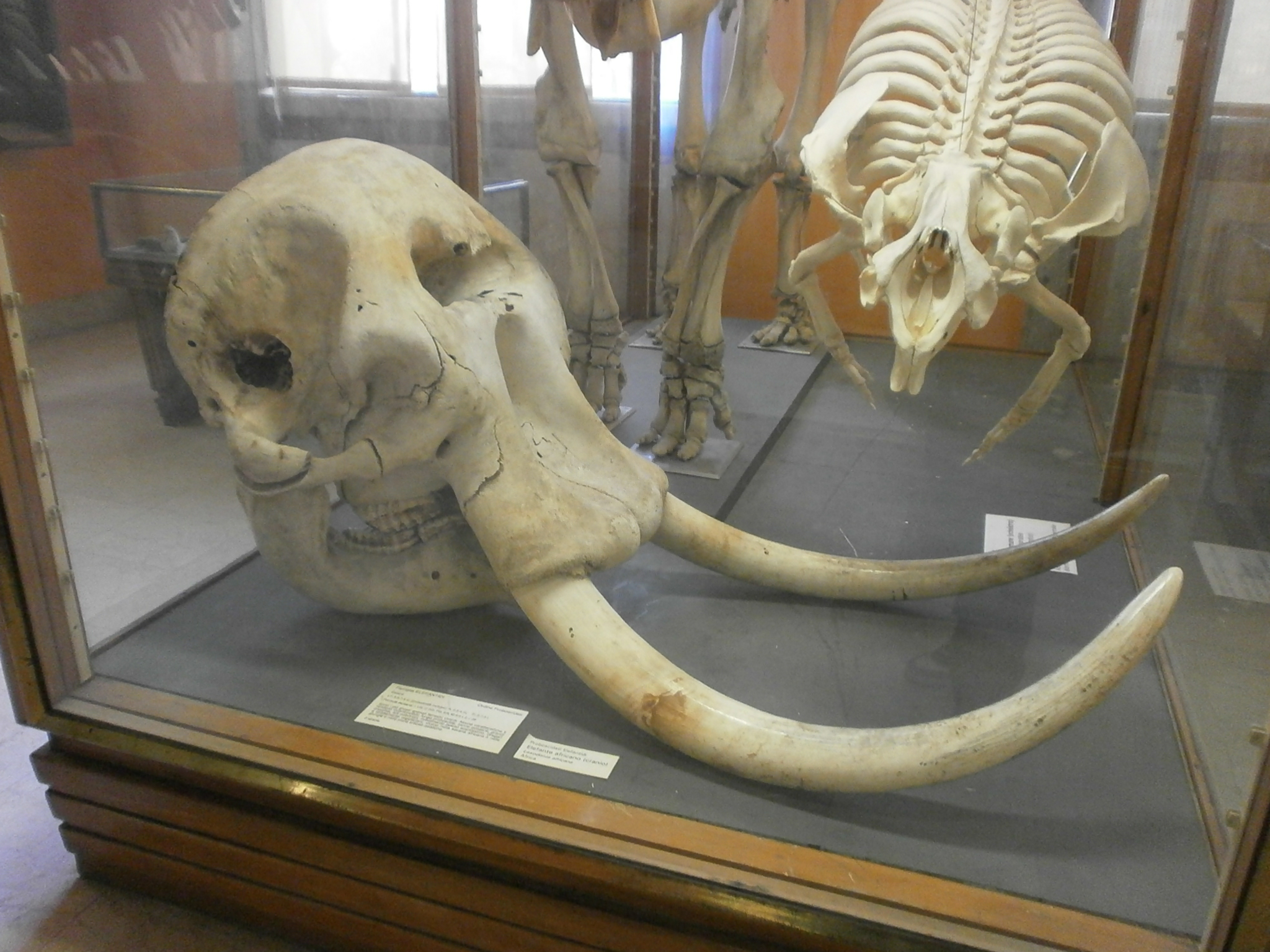
非洲草原象的头骨

博物館二楼是脊椎动物區，展示来自欧洲和外地的动物标本、骨骼。其中包括一具长约12公尺的抹香鲸骨骼。还有實體比例生態立體模型。
此處因館藏約30種爬行动物標本而聞名，當中許多曾被首任館長乔治奥·扬紀錄。乔治奥·扬是有史以来最多产的爬虫学家之一，紀錄了约100种爬行动物。

## 歷任館長

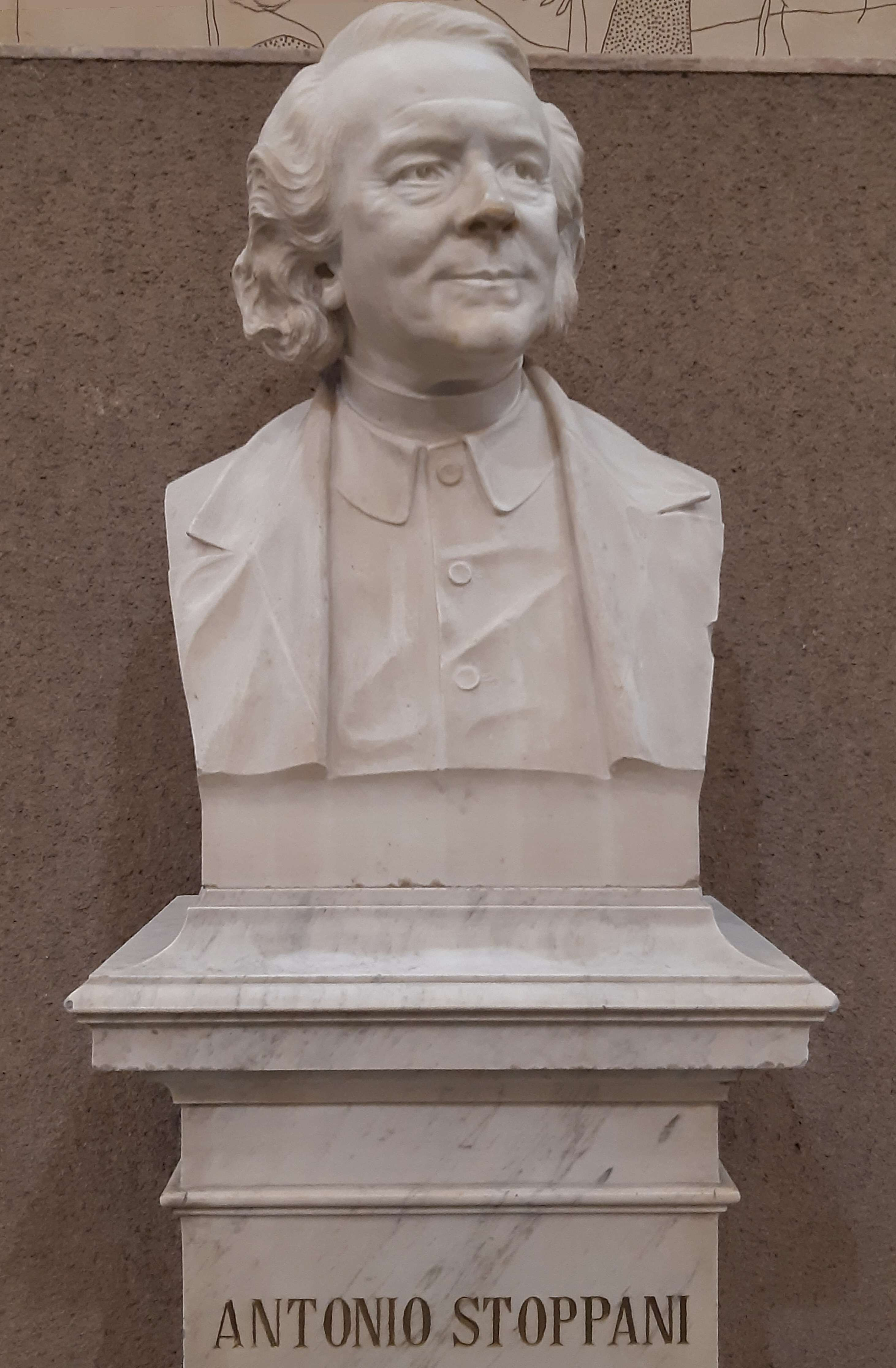
第三任馆长安东尼奥·斯托帕尼的雕像

- 1838–1866 乔治·扬
- 1866–1882 埃米利奥·科纳利亚（英语：Emilio Cornalia）
- 1882–1891 安東尼奧·斯托帕尼（英语：Antonio Stoppani）
- 1892–1911 提托·維尼奧利（義大利語：Tito Vignoli）
- 1911–1927 埃托雷·阿爾帝尼（義大利語：Ettore Artini）
- 1928–1951 布鲁诺·帕里西（英语：Bruno Parisi）
- 1951–1964 埃德加多·莫托尼（英语：Edgardo Moltoni）
- 1964–1981 切萨雷·孔奇（Cesare Conci）
- 1981–1994 喬瓦尼·皮納（Giovanni Pinna）
- 1994–2001路易吉·卡尼奧拉羅（義大利語：Luigi Cagnolaro）
- 2001–2010 恩里科·班菲（Enrico Banfi）
- 2010–2012 毛羅·馬里亞尼（義大利語：Mauro Mariani）
- 自2012年起 多梅尼科·皮拉伊納（Domenico Piraina）

## 另見
- 米兰博物馆列表（英语：List of museums in Milan）
- 世界自然历史博物馆列表（英语：List of natural history museums）

## 外部連結
- 博物馆官方网站（義大利語）
- 维基共享资源上的相關多媒體資源：米蘭自然歷史博物館

45°28′22.26″N 9°12′8.07″E / 45.4728500°N 9.2022417°E